# Mario vs. Donkey Kong 2: La marcha de los minis
Mario vs. Donkey Kong 2: March of the Minis (Mario vs. Donkey Kong 2: La Marcha de los Minis, マリオvs.ドンキーコング2 ミニミニ大行進) es un videojuego desarrollado por Nintendo Software Technology (NST) y publicado por Nintendo para Nintendo DS. Salió al mercado el 25 de septiembre de 2006 en Norteamérica, el 18 de enero de 2007 en Australia, el 9 de marzo de 2007 en Europa y el 12 de abril de 2007 en Japón.
Mario vs. Donkey Kong 2 cuenta con una precuela en Game Boy Advance cuyo título es Mario vs. Donkey Kong. Aunque el juego sigue la misma línea que en la primera entrega, existen algunas diferencias con respecto a su predecesor. Mientras en la primera parte el jugador controlaba a Mario para rescatar a los Minimario y después ir tras Donkey Kong, en esta ocasión el jugador controla directamente a los Minimario mediante la pantalla táctil para ir tras Donkey Kong y rescatar a Pauline.
Mario vs. Donkey Kong 2 está protagonizado por Mario y Donkey Kong, al igual que su precuela, con una trama similar al Donkey Kong del arcade original, siendo Pauline secuestrada por Donkey Kong y teniendo Mario que rescatarla. Mario recurrirá a sus Mini-Mario (que aparecen anteriormente en Mario vs. Donkey Kong) para rescatar a Pauline, pero en esta vez Donkey Kong también dispone de sus propios Minis con los que hacerle frente.

## Argumento
Mario está patrocinando la gran inauguración del parque de diversiones "Super Mini-Mario World", con su invitada de honor Pauline. Donkey Kong es uno de los testigos de la apertura cuando se da cuenta de que esta Pauline. Kong se enamora de ella a primera vista y le ofrece un juguete Mini-Donkey Kong como una muestra de su afecto, mientras que al mismo tiempo, Mario le regala un juguete Mini-Mario. Pauline ignora el Mini-Donkey Kong, teniendo el Mini-Mario en su lugar. Esto enfurece a Donkey Kong, quien agarra Pauline y se va con ella en el ascensor, subiendo a la azotea del parque de atracciones. Mario, incapaz de seguir, envía los Mini-Marios en una pequeña entrada para salvar a Pauline.

## Niveles
Los niveles son varias zonas de la empresa de juguetes:
1. En la planta baja, en una pradera.
2. En la primera zona, una isla tropical.
3. La segunda zona, una zona llena de tuberías.
4. La tercera zona, unas alcantarillas magnéticas
5. La cuarta zona, un volcán
6. La quinta zona, el castillo de Peach
7. La sexta zona, una mansión abandonada
8. La séptima zona, una jungla
9. También tiene un ático donde se lucha con DK y un sótano donde DK tiene su guarida.

## Área en construcción
Mario vs Donkey Kong 2: Marcha de los Minis incorpora una función que estaba destinado a ser incluido en Mario vs. Donkey Kong. El jugador puede crear niveles y subirlos de forma inalámbrica a través de la Conexión Wi-Fi de Nintendo. Por cada piso terminado en el juego principal, se desbloquea kits para su uso en la zona de construcción. Además, cuando el jugador completa los minijuegos de los primeros 3 pisos, pisos 6 y todos los 8 pisos, se desbloquen los kits especiales 1 ,2, y 3. El jugador puede guardar hasta 8 niveles, y descargar hasta 24 niveles hechos por sus amigos.

## Conexión Wi-Fi de Nintendo
El juego es compatible con el servicio Conexión Wi-Fi de Nintendo. Jugando modos de multijugador no real, pero los jugadores pueden crear sus propios niveles con el editor de niveles, y enviarlos a través de Wi-Fi a los otros jugadores de todo el mundo.

## Crítica
A partir del 25 de julio de 2007, "Mario vs Donkey Kong 2: Marcha de los Minis" ha vendido 1.240.000 copias en todo el mundo.